# 亞馬遜河擬半齒甲鯰
亞馬遜河擬半齒甲鯰'，為輻鰭魚綱鯰形目甲鯰科的其中一種，為熱帶淡水魚，分布於南美洲亞馬遜河下游流域，體長可達9.2公分，棲息在底層水域，生活習性不明。

## 扩展阅读
維基物種上的相關：亞馬遜河擬半齒甲鯰